# Ikrzak
Ikrzak (ikrzyca) – nazwa hodowlana określająca dojrzałą samicę ryby gotową do rozrodu, wypełnioną jajami zwanymi ikrą.